# Angels (Single)
 For alternative betydninger, se Angel (flertydig). (Se også artikler, som begynder med Angel)
"Angels" er den 13. single-udgivelse fra hollandske Within Temptation. Den udkom d. 13. juni 2005 og var taget fra deres album The Silent Force, der var udkommet i efteråret 2004.

## Spor
1. "Angels" (Full Length Version) – 4:02
2. "Say My Name" (Unreleased Bonus Track) – 4:05
3. "Forsaken" (Live In 013, Tilburg) – 4:54
4. "The Promise" (Live In 013, Tilburg) – 7:59
5. "Angels" (Live In 013, Tilburg) – 4:12

Singlen blev senere udgivet tillige med en DVD med følgende tracks 

## DVD
1. "The Promise" (Live In 013, Tilburg And Paradiso, Amsterdam) – 7:59
2. "Angels" (Live In 013, Tilburg And Paradiso, Amsterdam) – 4:12
3. "Forsaken" (Live In 013, Tilburg And Paradiso, Amsterdam) – 4:54
4. "Angels" – Video CLip 4:02
5. "Within Temptation In Dubai"

## Hitlister
| Hitliste (2005)                   | Højeste placering |
| --------------------------------- | ----------------- |
| Østrig (Ö3 Austria Top 40)        | 50                |
| Belgien (Ultratop 50 Flanderen)   | 41                |
| Finland (Suomen virallinen lista) | 9                 |
| Tyskland (Official German Charts) | 25                |
| Holland (Single Top 100)          | 8                 |